# Zamarada clementi
Zamarada clementi är en fjärilsart som beskrevs av Claude Herbulot 1975. Zamarada clementi ingår i släktet Zamarada och familjen mätare. Inga underarter finns listade i Catalogue of Life.